# Paraplu

Delen van een paraplu

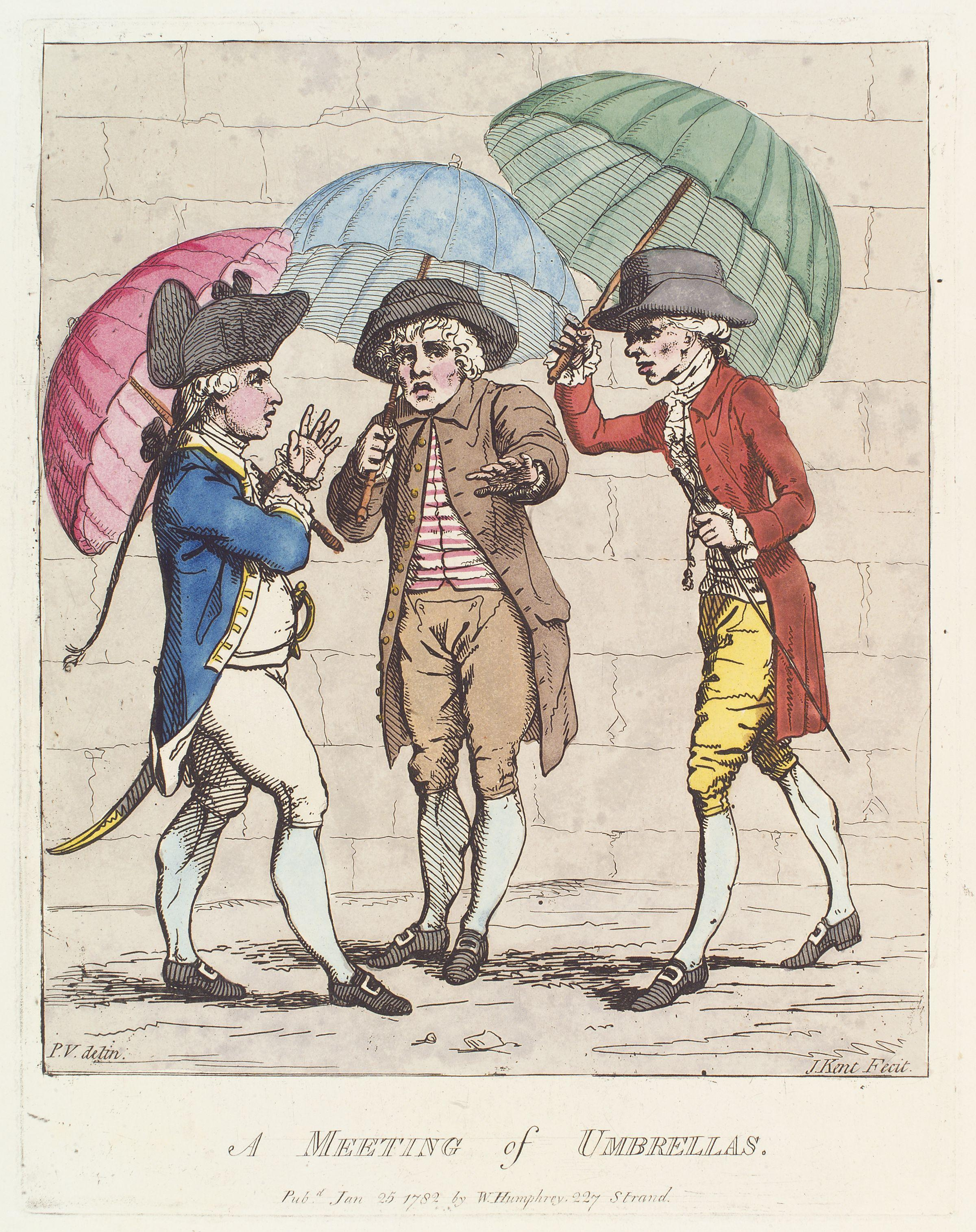
Een spotprent op de eerste dragers van parapluies

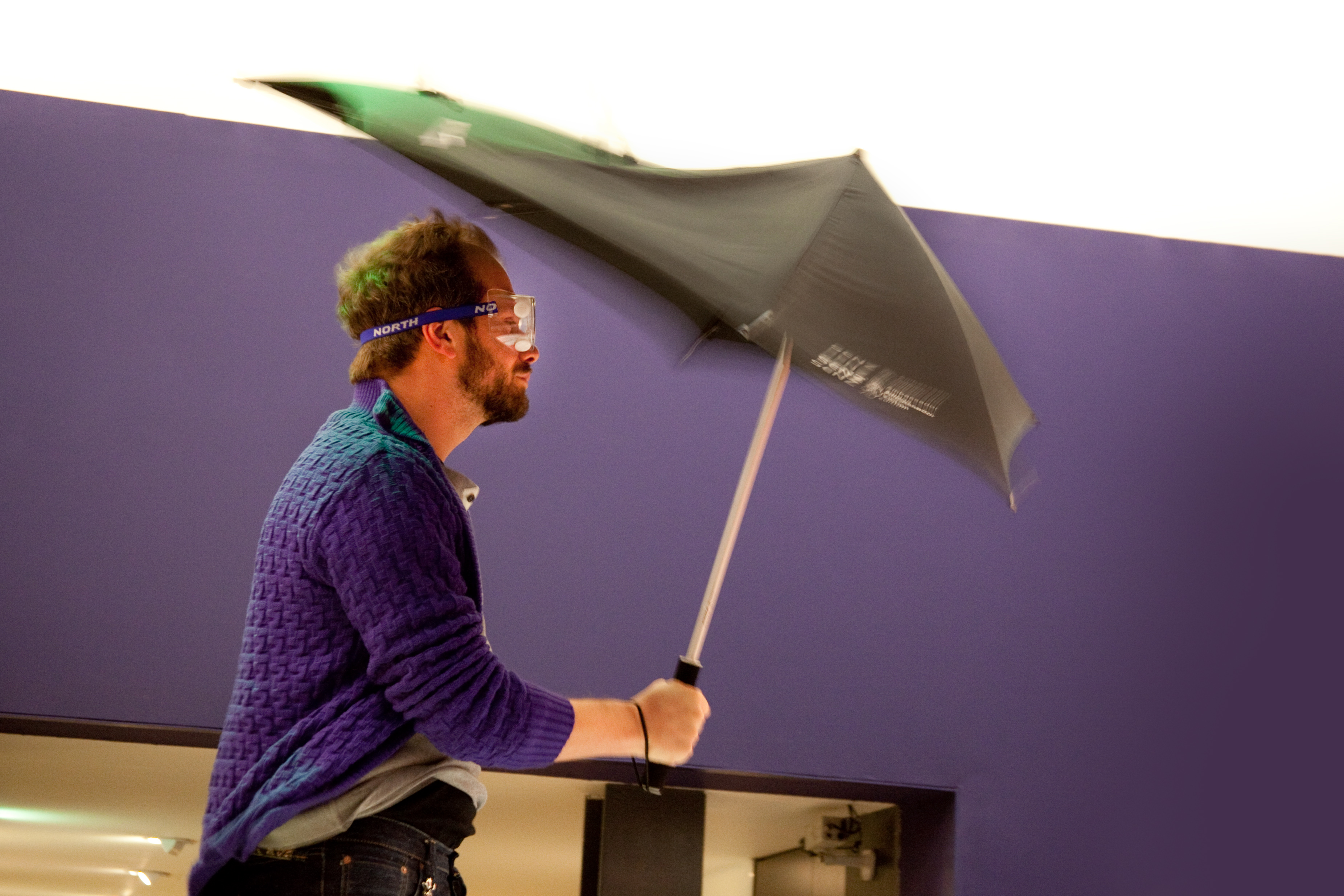
De Senz°-paraplu wordt getest in de Kunsthal

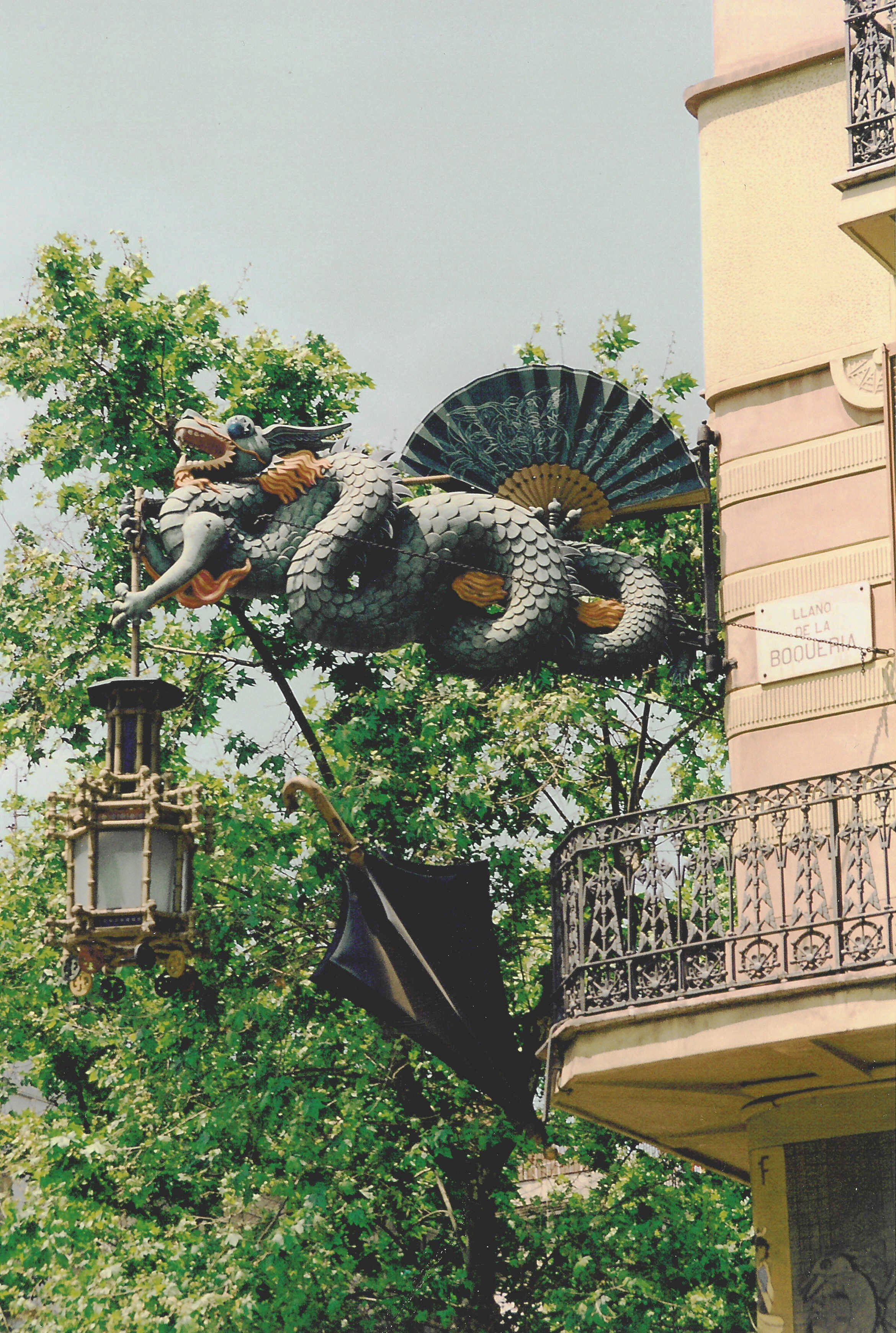
Uithangbord aan de Ramblas in Barcelona

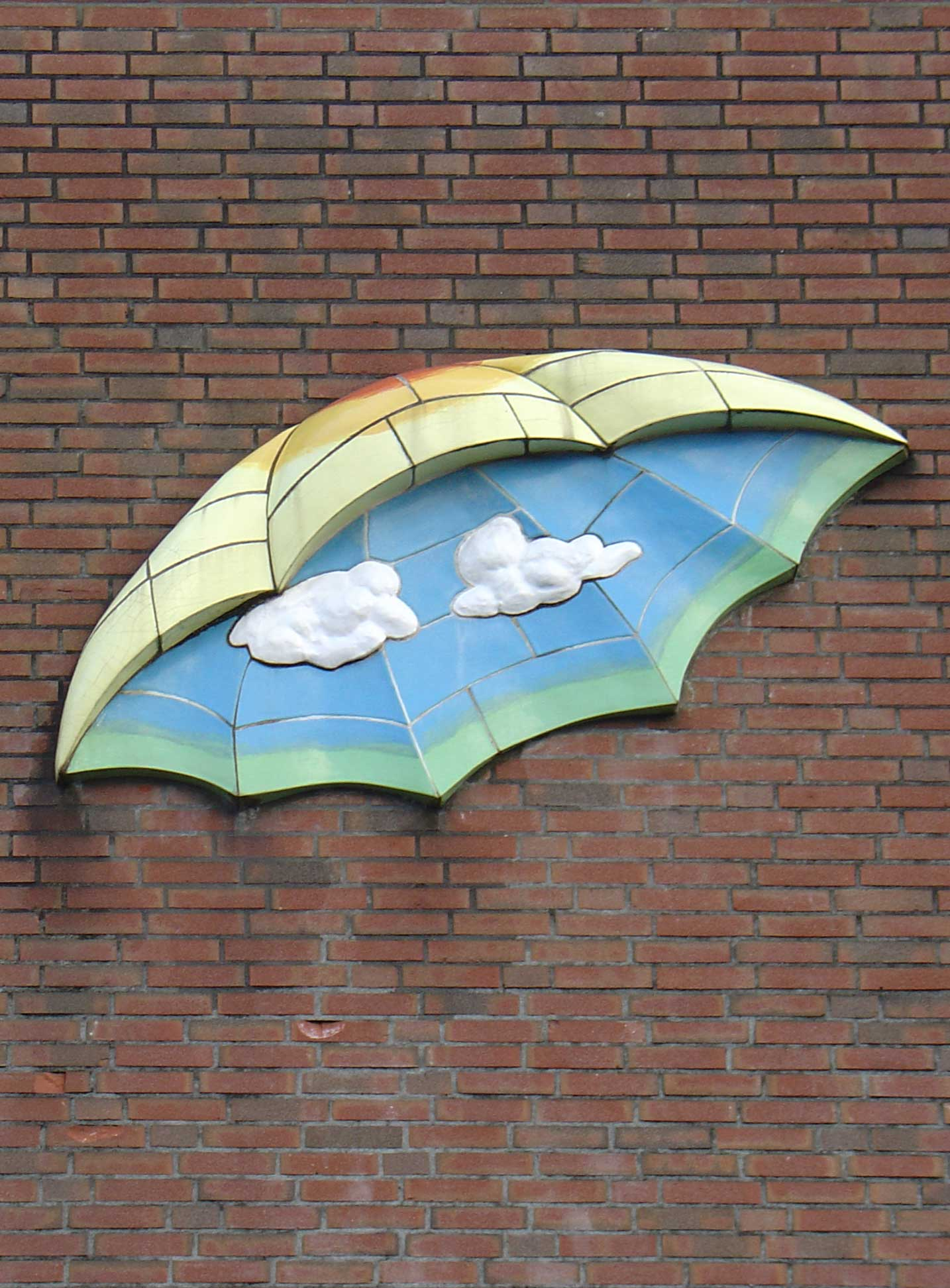
Paraplu's in Stadskanaal, Willem Caspers

Een paraplu of regenscherm is een gebruiksvoorwerp dat de functie heeft om een persoon tegen de regen te beschermen. Een paraplu bestaat uit een stok met handvat en haaks daarop een scherm. Het scherm bestaat uit een aantal baleinen waarover een waterafstotend materiaal is gespannen. Het scherm wordt opgehouden en op spanning gebracht doordat iedere balein met een dwarsbalkje (de spanner) van de stok wordt gehouden. Paraplu’s zijn meestal inklapbaar en soms ook verder opvouwbaar.
Het woord paraplu komt van het Franse parapluie, dat zoveel betekent als 'afweer tegen regen'. Het is gevormd naar het oudere 'parasol', beschermmiddel tegen zonneschijn.

## Geschiedenis
De paraplu stamt af van de parasol. Parasols bestonden al in de oudheid, bijvoorbeeld in het oude Assyrië, Egypte, Griekenland en China. Vanaf de Renaissance werden parasols steeds meer gebruikt in de Westerse wereld. De hogere klassen gebruikten een parasol als statussymbool. Aan een witte huid kon men zien dat men niet buiten hoefde te werken. Geleidelijk aan begon men parasols ook als regenscherm te gebruiken
Rond 1760 werden in Frankrijk de termen paraplu en parasol wettelijk vastgelegd. De paraplu werd toen in Europa vooral gezien als een product voor welgestelde dames. Vanaf 1750 begonnen ook mannen in Groot-Brittannië paraplu's bij zich te dragen, onder invloed van Jonas Hanway (1712-1786). Nog altijd wordt de paraplu (samen met de bolhoed) gezien als karakteristiek voor de Londense gentleman. Vanaf de Eerste Wereldoorlog werden paraplu's in massaproductie gemaakt. In 1928 vond Hans Haupt een paraplu uit die niet alleen opvouwbaar, maar ook inklapbaar was. In de jaren 50 van de 20e eeuw werd de paraplu steeds meer een mode-accessoire. Het was een echt luxe-product, totdat men in de lagelonenlanden steeds goedkoper paraplu's kon produceren.
In 2005 ontwikkelde de student Gerwin Hoogendoorn van de TU-Delft als afstudeeropdracht een stormvaste paraplu, de Senz°-umbrella. Deze paraplu is asymmetrisch van vorm, waardoor hij stormen tot windkracht tien zou moeten kunnen doorstaan. Het ontwerp kreeg een aantal internationale onderscheidingen waaronder de Gold International Design Excellence Award 2008.

## Paraplu als wapen
Hoewel vooral bekend uit films en tv-series, bestaan er daadwerkelijk paraplu's die als wapen kunnen dienen. Doorgaans is dan een steekwapen (bijvoorbeeld een degen), een luchtdrukwapen of een vuurwapen in de schacht van de paraplu verborgen. In het laatste geval spreekt men van een schietparaplu, een goed voorbeeld van een zogenoemd geheim wapen.
Het beruchtste gebruik van een paraplu als wapen was wellicht de moordaanslag op de Bulgaarse dissident Georgi Markov door de Bulgaarse geheime dienst, met hulp van de KGB. De aanslag werd gepleegd met een speciaal geprepareerde paraplu, waarin een injectienaald met (vermoedelijk) ricine was verborgen. Op 7 september 1978 werd Markov in het voorbijgaan geprikt met deze paraplu. Drie dagen later overleed hij in een ziekenhuis.

## Andere toepassingen
- Een plantparaplu van gaas of doorzichtig plastic wordt in een moestuin wel gebruikt om planten tegen koude of 'ongedierte' te beschermen.

## Trivia

### Paraplu in de taal
- Het woord paraplu wordt ook wel figuurlijk gebruikt voor een overkoepelend geheel.
- Aju paraplu is een afscheidsgroet, populair geworden door Peter Knegjens.
- zijn paraplu opsteken: de verantwoordelijkheid afschuiven op een hoger echelon of richtlijn.
- Onder moeders paraplu betekent veilig of beschermd en is tevens de titel van een bekend kinderliedje, geschreven door Anna Sutorius en op muziek gezet door J.P.J. Wierts.

### Bijgeloof
Rondom paraplu's komen enkele vormen van bijgeloof voor. Zo zou het binnenshuis openen van een paraplu ongeluk brengen. Ook het openen van een paraplu als het mooi weer is, zou ongeluk brengen. Het openen terwijl hij naar beneden wijst zou ook ongeluk brengen. Het laten vallen van een paraplu zou leiden tot het verlies van verstand of geheugen. Wanneer een paraplu of parasol gevallen is, zou men die nooit zelf mogen oprapen, want ook dit zou ongeluk brengen. Als een vrouw haar paraplu opraapt, zou ze een oude vrijster worden. Een paraplu cadeau geven of op een tafel of een bed neerleggen zou de kwade geesten uitlokken om zich eronder te verschuilen.

### Steden
Enkele steden waar paraplu's geproduceerd werden of worden staan daardoor bekend als "paraplustad", waaronder Rodos en het Franse Aurillac.

### Maanwagens
Gedurende het Apolloprogramma werden tijdens de laatste drie maanmissies van Apollo 15, Apollo 16, en Apollo 17 maanwagens van het type Lunar Roving Vehicle (LRV) gebruikt, waarbij op elke maanwagen een schotelantenne in de vorm van een omgekeerde paraplu was bevestigd. Tijdens het ter plaatse installeren van de antenne ontvouwde deze zich als een gewone paraplu, waarbij de zender/ontvanger zich op de plaats van het handvat bevond. De parapluvormige antenne moest door een astronaut handmatig naar de aarde gericht worden. Het naar de aarde richten vond steeds plaats alvorens de astronauten aan hun veldwerk begonnen en de maanwagen stil stond.